# Duomyia montium
Duomyia montium är en tvåvingeart som beskrevs av Mcalpine 1929. Duomyia montium ingår i släktet Duomyia och familjen bredmunsflugor. Inga underarter finns listade i Catalogue of Life.